# کندالویل (ایندیانا)
کندالویل، ایندیانا (به انگلیسی: Kendallville, Indiana) یک شهر در ایالات متحده آمریکا با جمعیت ۹٬۸۶۲ نفر است که در ایندیانا واقع شده‌است.

## موقعیت جغرافیایی
موقعیت جغرافیایی شهرها و مناطق اطراف به شرح زیر است: